# 262 v. Chr.
Portal Geschichte | Portal Biografien | Aktuelle Ereignisse | Jahreskalender | Tagesartikel

◄ |
4. Jahrhundert v. Chr. |
3. Jahrhundert v. Chr. |
2. Jahrhundert v. Chr. |
►

◄ | 280er v. Chr. | 270er v. Chr. | 260er v. Chr. | 250er v. Chr. |
240er v. Chr. |
►

◄◄ | ◄ | 265 v. Chr. | 264 v. Chr. | 263 v. Chr. | 262 v. Chr. |
261 v. Chr. |
260 v. Chr. |
259 v. Chr. |
► |
►►
Staatsoberhäupter

## Ereignisse

### Westliches Mittelmeer
- Juni: Rom entsendet vier Legionen unter den Konsuln Lucius Postumius Megellus und Quintus Mamilius Vitulus nach Sizilien, wo sie mit der Belagerung von Agrigentum beginnen, das von einer karthagischen Garnison unter Hannibal Gisko verteidigt wird.

### Östliches Mittelmeer

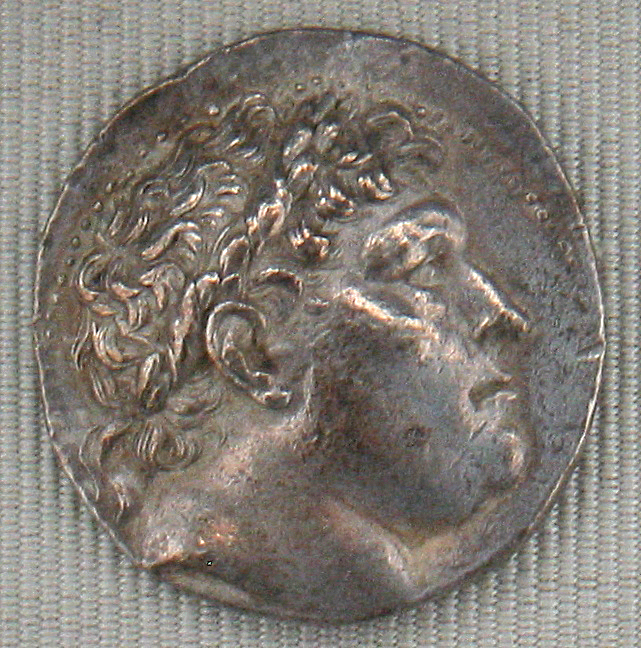
Münze Eumenes I.

- Eumenes I. von Pergamon siegt bei Sardes gegen das Seleukidenreich unter Antiochos I. Damit festigt er seine unabhängige Stellung.
- Der spartanische König Akrotatos fällt im Kampf gegen Aristodemos von Megalopolis. Sein zu diesem Zeitpunkt noch nicht geborener Sohn Areus II. wird nach seiner Geburt sein Nachfolger unter der Vormundschaft seines Onkels Leonidas.

## Geboren
- Areus II., König von Sparta aus dem Hause der Agiaden († 254 v. Chr.)
- um 262 v. Chr.: Apollonios von Perge, griechischer Mathematiker (um † 190 v. Chr.)

## Gestorben
- Akrotatos, König von Sparta